# Pachyparnus dicksoni
Pachyparnus dicksoni is een keversoort uit de familie ruighaarkevers (Dryopidae). De wetenschappelijke naam van de soort werd in 1878 als Dryops dicksoni gepubliceerd door Charles Owen Waterhouse.